# Honkasaari (ö i Finland, Lappland, Tornedalen)
Honkasaari är en ö i Finland. Den ligger i sjön Miekojärvi och i kommunen Pello i den ekonomiska regionen  Tornedalens ekonomiska region  och landskapet Lappland, i den norra delen av landet, 700 km norr om huvudstaden Helsingfors. Öns största längd är 180 meter i nord-sydlig riktning.

## Klimat
Trakten ingår i den boreala klimatzonen. Årsmedeltemperaturen i trakten är −1 °C. Den varmaste månaden är augusti, då medeltemperaturen är 13 °C, och den kallaste är januari, med −16 °C.